# Francesc d'Amat i de Grevalosa
Francesc d'Amat i de Grevalosa (?, ? - 15 de setembre de 1644, ?) baró de Castellar i ambaixador de Catalunya a França durant la Guerra dels Segadors.
Fill de Francesc d'Amat, baró de Castellbell i d'Isabel de Grevalosa de Cordelles i Desfar, senyora de Vacarisses, descendent per part del seu avi dels Grevalosa de Castellar. El seu germà Joan d'Amat i Desfar era senyor de Castellbell. El 1631 Francesc rep una sentència favorable que li reconeix la jurisdicció civil sobre el terme de Castellar. Va viure a Barcelona com la major part de la noblesa de l'època i va prendre part en la política catalana del moment. Malgrat això tenia força relació amb Castellar.
Pau Clarís, president de la Generalitat, envia a Francesc junt amb nou representants diplomàtics a França, i el 3 de gener de 1641 es van entrevistar amb el Cardenal Richelieu qui els va prometre ajut per una República catalana independent si proclamaven Lluís XIII comte de Barcelona.
Francesc d'Amat i de Grevalosa va morir el dia 15 de setembre de 1644 segurament sense fills. En el seu testament demana ser enterrat en una nova capella de Sant Isidro a l'església de Castellar. Seria el darrer Senyor enterrat a Castellar. Fa hereu seu, al segon fill del seu germà anomenat Josep d'Amat i Desbosch, a qui deixa la baronia de Castellar amb el prec que usi el cognom Grevalosa. Però aquest mor jove i sense descendència i la baronia passar al seu germà Joan d'Amat i Despalau que ja era senyor de Castellbell.